# Kelmkeim
Kelmkeim war ein Ort im Kreis Heiligenbeil in Ostpreußen. Seine Ortsstelle liegt heute im Munizipalkreis Rajon Bagrationowsk (Stadtkreis Preußisch Eylau) in der Oblast Kaliningrad (Gebiet Königsberg (Preußen)) der Russischen Föderation.

## Geographische Lage
Die Ortsstelle Kelmkeims liegt im südlichen Westen der Oblast Kaliningrad, 18 Kilometer nordöstlich der früheren Kreisstadt Heiligenbeil (russisch Mamonowo) bzw. 31 Kilometer nordwestlich der heutigen Rajonshauptstadt Bagrationowsk (deutsch Preußisch Eylau).

## Geschichte
Das einerzeitige Culmen, bestehend aus einem kleinen Gehöft, wurde im Jahre 1400 erstmalig urkundlich erwähnt und nach 1400 Colmen, nach 1427 Colmicken, nach 1539 Kelmkenn, nach 1543 Colmnicken, nach 1610 Kellmicken, nach 1620 Kellenkeim und nach 1785 Kelmkeim genannt.
Als Landgemeinde wurde Kelmkeim 1874 in den neu errichteten Amtsbezirk Wesselshöfen (russisch Puschkino) im ostpreußischen Kreis Heiligenbeil aufgenommen. Am 19. September 1887 ging Kelmkeim seiner Eigenständigkeit verlustig, als es in den Gutsbezirk Wesselshöfen eingegliedert wurde.
Im Zuge der Abtretung des gesamten nördlichen Ostpreußen kam Kelmkeim 1945 in Kriegsfolge zur Sowjetunion. Doch schnell geriet der Ort in Vergessenheit, wohl weil er nicht wieder besiedelt wurde. Eine russische Namensgebung und auch die Zuordnung zu einem Dorfsowjet ist nicht bekannt. Das ehemalige Kelmkeim galt bald als verwaist und heute als untergegangen. Seine Ortsstelle befindet sich im Rajon Bagrationowsk (Stadtkreis Preußisch Eylau) in der russischen Oblast Kaliningrad (Gebiet Königsberg (Preußen)).

## Religion
Mit seiner überwiegend evangelischen Bevölkerung war Kelmkeim bis 1945 in das Kirchspiel Zinten (russisch Kornewo) in der Kirchenprovinz Ostpreußen der Kirche der Altpreußischen Union eingegliedert.

## Verkehr
Die kaum noch aufzufindende Ortsstelle Kelmkeims ist von der Kommunalstraße 27K-157 (Popgranitschny–Pjatidoroschnoje) (deutsch Hermsdorf–Bladiau) im Abzweig Iljitschowka (Lank) zu erreichen.